# Tour Down Under 2016
La 18.ª edición del Tour Down Under (llamado oficialmente: Santos Tour Down Under), fue una carrera de ciclismo en ruta por etapas que se celebró entre el 19 y el 24 de enero de 2016 en Australia. 
Comenzó en Prospect y, tras un recorrido de 781,3 km, finalizó como es habitual en Adelaida. La etapa reina de la carrera fue la quinta que finalizó en Willunga Hill. 
Fue la primera competición del UCI WorldTour 2016.
El ganador final fue Simon Gerrans (quien además se hizo con dos etapas y la clasificación de los sprints). Le acompañaron en el podio Richie Porte y Sergio Henao (vencedor de la clasificación nde la montaña), respectivamente.
En las otras clasificaciones secundarias se impusieron Jay McCarthy (jóvenes) y Cannondale (equipos).

## Equipos participantes
Tomaron parte en la carrera 20 equipos: los 18 de categoría UCI ProTeam (al ser obligada su participación) más el Profesional Continental australiano del Drapac y una Selección de Australia bajo el nombre de UniSA-Australia (con corredores de equipos de los Circuitos Continentales UCI excepto Lucas Hamilton que era amateur). Formando así un pelotón de 140 corredores, de 7 ciclistas cada equipo, de los que acabaron 134. Los equipos participantes fueron:
| WorldTeams (18)- AG2R La Mondiale - Astana - BMC Racing Team - Cannondale - Dimension Data - Etixx-Quick Step - FDJ - Giant-Alpecin - IAM Cycling - Katusha - Lampre-Merida - Lotto NL-Jumbo - Lotto-Soudal - Movistar Team - Orica-GreenEDGE - Sky - Tinkoff - Trek-Segafredo Equipo continental profesional- Drapac translation for headoftableIII_translate index 39 not found- UniSA-Australia |
| |

## Carrera de exhibición

### People's Choice Classic, 17-01-2016:Adelaida-Adelaida, 50 km
Dos días antes del comienzo del Tour Down Under se disputó una clásica de exhibición, no oficial de categoría.NE, en Adelaida, en la que participaron los ciclistas que iniciaron el Tour Down Under.
Resultados de la carrera
| Posición | Ciclista        | Equipo          | Tiempo         |
| -------- | --------------- | --------------- | -------------- |
| 1        | Caleb Ewan      | Orica GreenEDGE | 1 h 2 min 25 s |
| 2        | Giacomo Nizzolo | Trek-Segafredo  | m.t.           |
| 3        | Adam Blythe     | Tinkoff         | m.t.           |

## Recorrido
El Tour Down Under dispuso de seis etapas para un recorrido total de 781,3 kilómetros, donde se contempla en las cinco primeras etapas algunas dificultades en varios puntos de la carrera. Así mismo, la quinta etapa terminó en la subida final a Willunga Hill con una ascensión de 3,5 kilómetros de longitud y 7% de desnivel, lo que a menudo desempeña un papel decisivo en la carrera. La etapa seis marca el final de la carrera con un circuito urbano por los alrededores del centro de Adelaida.
| Etapa     | Fecha     | Recorrido               | type                   | Distancia (km) | Ganador       | Líder         |
| --------- | --------- | ----------------------- | ---------------------- | -------------- | ------------- | ------------- |
| 1.ª etapa | 19 de ene | Prospect – Lyndoch      | etapa llana            | 130,8          | Caleb Ewan    | Caleb Ewan    |
| 2.ª etapa | 20 de ene | Unley – Stirling        | etapa escarpada        | 132            | Jay McCarthy  | Jay McCarthy  |
| 3.ª etapa | 21 de ene | Glenelg – Campbelltown  | etapa escarpada        | 139            | Simon Gerrans | Simon Gerrans |
| 4.ª etapa | 22 de ene | Norwood – Victor Harbor | etapa escarpada        | 138            | Simon Gerrans | Simon Gerrans |
| 5.ª etapa | 23 de ene | McLaren Vale – Willunga | etapa de media montaña | 151,5          | Richie Porte  | Simon Gerrans |
| 6.ª etapa | 24 de ene | Adelaida – Adelaida     | etapa llana            | 90             | Caleb Ewan    | Simon Gerrans |

## Etapas

### Etapa 1
| Prospect - Lyndoch | etapa llana | (130,8 km) |

| \| Clasificación de la etapa \| Clasificación de la etapa \| Clasificación de la etapa \| Clasificación de la etapa \| Clasificación de la etapa \| \| Ciclista \| Ciclista \| Equipo \| Tiempo \| \| \| ------------------------- \| ------------------------- \| ------------------------- \| ------------------------- \| ------------------------- \| \| 1.º \| Caleb Ewan \| Orica-GreenEDGE \| 3 h 24 min 13 s \| \| \| 2.º \| Mark Renshaw \| Dimension Data \| + 0 s \| \| \| 3.º \| Wouter Wippert \| Cannondale \| + 0 s \| \| \| 4.º \| Marko Kump \| Lampre-Merida \| + 0 s \| \| \| 5.º \| Adam Blythe \| Tinkoff \| + 0 s \| \| \| 6.º \| Giacomo Nizzolo \| Trek-Segafredo \| + 0 s \| \| \| 7.º \| Benjamin Swift \| Team Sky \| + 0 s \| \| \| 8.º \| Steele Von Hoff \| ONE Pro Cycling \| + 0 s \| \| \| 9.º \| José Joaquín Rojas \| Movistar Team \| + 0 s \| \| \| 10.º \| Gregory Henderson \| Lotto-Soudal \| + 0 s \| \| |                    |                 |                 |
| |                    |                 |                 |
| Fuente: ProCyclingStats |                    |                 |                 |
| Clasificación de la etapa |                    |                 |                 |
| Ciclista | Ciclista           | Equipo          | Tiempo          |
| 1.º | Caleb Ewan         | Orica-GreenEDGE | 3 h 24 min 13 s |
| 2.º | Mark Renshaw       | Dimension Data  | + 0 s           |
| 3.º | Wouter Wippert     | Cannondale      | + 0 s           |
| 4.º | Marko Kump         | Lampre-Merida   | + 0 s           |
| 5.º | Adam Blythe        | Tinkoff         | + 0 s           |
| 6.º | Giacomo Nizzolo    | Trek-Segafredo  | + 0 s           |
| 7.º | Benjamin Swift     | Team Sky        | + 0 s           |
| 8.º | Steele Von Hoff    | ONE Pro Cycling | + 0 s           |
| 9.º | José Joaquín Rojas | Movistar Team   | + 0 s           |
| 10.º | Gregory Henderson  | Lotto-Soudal    | + 0 s           |

| \| Clasificación general \| Clasificación general \| Clasificación general \| Clasificación general \| Clasificación general \| \| Ciclista \| Ciclista \| Equipo \| Tiempo \| \| \| --------------------- \| --------------------- \| --------------------- \| --------------------- \| --------------------- \| \| 1.º \| Caleb Ewan \| Orica-GreenEDGE \| 3 h 24 min 03 s \| \| \| 2.º \| Mark Renshaw \| Dimension Data \| + 4 s \| \| \| 3.º \| Alexis Gougeard \| AG2R La Mondiale \| + 4 s \| \| \| 4.º \| Wouter Wippert \| Cannondale \| + 6 s \| \| \| 5.º \| Sean Lake \| Avanti IsoWhey Sports \| + 7 s \| \| \| 6.º \| Marko Kump \| Lampre-Merida \| + 10 s \| \| \| 7.º \| Adam Blythe \| Tinkoff \| + 10 s \| \| \| 8.º \| Giacomo Nizzolo \| Trek-Segafredo \| + 10 s \| \| \| 9.º \| Benjamin Swift \| Team Sky \| + 10 s \| \| \| 10.º \| Steele Von Hoff \| ONE Pro Cycling \| + 10 s \| \| |                 |                       |                 |
| |                 |                       |                 |
| Fuente: ProCyclingStats |                 |                       |                 |
| Clasificación general |                 |                       |                 |
| Ciclista | Ciclista        | Equipo                | Tiempo          |
| 1.º | Caleb Ewan      | Orica-GreenEDGE       | 3 h 24 min 03 s |
| 2.º | Mark Renshaw    | Dimension Data        | + 4 s           |
| 3.º | Alexis Gougeard | AG2R La Mondiale      | + 4 s           |
| 4.º | Wouter Wippert  | Cannondale            | + 6 s           |
| 5.º | Sean Lake       | Avanti IsoWhey Sports | + 7 s           |
| 6.º | Marko Kump      | Lampre-Merida         | + 10 s          |
| 7.º | Adam Blythe     | Tinkoff               | + 10 s          |
| 8.º | Giacomo Nizzolo | Trek-Segafredo        | + 10 s          |
| 9.º | Benjamin Swift  | Team Sky              | + 10 s          |
| 10.º | Steele Von Hoff | ONE Pro Cycling       | + 10 s          |

### Etapa 2
| Unley - Stirling | etapa escarpada | (132 km) |

| \| Clasificación de la etapa \| Clasificación de la etapa \| Clasificación de la etapa \| Clasificación de la etapa \| Clasificación de la etapa \| \| Ciclista \| Ciclista \| Equipo \| Tiempo \| \| \| ------------------------- \| ------------------------- \| ------------------------- \| ------------------------- \| ------------------------- \| \| 1.º \| Jay McCarthy \| Tinkoff \| 3 h 26 min 40 s \| \| \| 2.º \| Diego Ulissi \| Lampre-Merida \| + 0 s \| \| \| 3.º \| Rohan Dennis \| BMC Racing Team \| + 0 s \| \| \| 4.º \| Danilo Wyss \| BMC Racing Team \| + 0 s \| \| \| 5.º \| Petr Vakoč \| Etixx-Quick Step \| + 0 s \| \| \| 6.º \| Patrick Bevin \| Cannondale \| + 0 s \| \| \| 7.º \| Juanjo Lobato \| Movistar Team \| + 0 s \| \| \| 8.º \| Sergio Luis Henao \| Team Sky \| + 0 s \| \| \| 9.º \| Anthony Roux \| FDJ \| + 0 s \| \| \| 10.º \| Enrico Battaglin \| LottoNL-Jumbo \| + 0 s \| \| |                   |                  |                 |
| |                   |                  |                 |
| Fuente: ProCyclingStats |                   |                  |                 |
| Clasificación de la etapa |                   |                  |                 |
| Ciclista | Ciclista          | Equipo           | Tiempo          |
| 1.º | Jay McCarthy      | Tinkoff          | 3 h 26 min 40 s |
| 2.º | Diego Ulissi      | Lampre-Merida    | + 0 s           |
| 3.º | Rohan Dennis      | BMC Racing Team  | + 0 s           |
| 4.º | Danilo Wyss       | BMC Racing Team  | + 0 s           |
| 5.º | Petr Vakoč        | Etixx-Quick Step | + 0 s           |
| 6.º | Patrick Bevin     | Cannondale       | + 0 s           |
| 7.º | Juanjo Lobato     | Movistar Team    | + 0 s           |
| 8.º | Sergio Luis Henao | Team Sky         | + 0 s           |
| 9.º | Anthony Roux      | FDJ              | + 0 s           |
| 10.º | Enrico Battaglin  | LottoNL-Jumbo    | + 0 s           |

| \| Clasificación general \| Clasificación general \| Clasificación general \| Clasificación general \| Clasificación general \| \| Ciclista \| Ciclista \| Equipo \| Tiempo \| \| \| --------------------- \| --------------------------- \| --------------------- \| --------------------- \| --------------------- \| \| 1.º \| Jay McCarthy \| Tinkoff \| 6 h 50 min 43 s \| \| \| 2.º \| Diego Ulissi \| Lampre-Merida \| + 4 s \| \| \| 3.º \| Simon Gerrans \| Orica-GreenEDGE \| + 5 s \| \| \| 4.º \| Rohan Dennis \| BMC Racing Team \| + 6 s \| \| \| 5.º \| Reinardt Janse van Rensburg \| Dimension Data \| + 9 s \| \| \| 6.º \| Patrick Bevin \| Cannondale \| + 10 s \| \| \| 7.º \| Enrico Battaglin \| LottoNL-Jumbo \| + 10 s \| \| \| 8.º \| Juanjo Lobato \| Movistar Team \| + 10 s \| \| \| 9.º \| Anthony Roux \| FDJ \| + 10 s \| \| \| 10.º \| Tobias Ludvigsson \| Giant-Alpecin \| + 10 s \| \| |                             |                 |                 |
| |                             |                 |                 |
| Fuente: ProCyclingStats |                             |                 |                 |
| Clasificación general |                             |                 |                 |
| Ciclista | Ciclista                    | Equipo          | Tiempo          |
| 1.º | Jay McCarthy                | Tinkoff         | 6 h 50 min 43 s |
| 2.º | Diego Ulissi                | Lampre-Merida   | + 4 s           |
| 3.º | Simon Gerrans               | Orica-GreenEDGE | + 5 s           |
| 4.º | Rohan Dennis                | BMC Racing Team | + 6 s           |
| 5.º | Reinardt Janse van Rensburg | Dimension Data  | + 9 s           |
| 6.º | Patrick Bevin               | Cannondale      | + 10 s          |
| 7.º | Enrico Battaglin            | LottoNL-Jumbo   | + 10 s          |
| 8.º | Juanjo Lobato               | Movistar Team   | + 10 s          |
| 9.º | Anthony Roux                | FDJ             | + 10 s          |
| 10.º | Tobias Ludvigsson           | Giant-Alpecin   | + 10 s          |

### Etapa 3
| Glenelg - Campbelltown | etapa escarpada | (139 km) |

| \| Clasificación de la etapa \| Clasificación de la etapa \| Clasificación de la etapa \| Clasificación de la etapa \| Clasificación de la etapa \| \| Ciclista \| Ciclista \| Equipo \| Tiempo \| \| \| ------------------------- \| ------------------------- \| ------------------------- \| ------------------------- \| ------------------------- \| \| 1.º \| Simon Gerrans \| Orica-GreenEDGE \| 3 h 37 min 34 s \| \| \| 2.º \| Rohan Dennis \| BMC Racing Team \| + 0 s \| \| \| 3.º \| Michael Woods \| Cannondale \| + 0 s \| \| \| 4.º \| Jay McCarthy \| Tinkoff \| + 0 s \| \| \| 5.º \| Steve Morabito \| FDJ \| + 0 s \| \| \| 6.º \| Rafa Valls \| Lotto-Soudal \| + 0 s \| \| \| 7.º \| Sergio Luis Henao \| Team Sky \| + 0 s \| \| \| 8.º \| Domenico Pozzovivo \| AG2R La Mondiale \| + 0 s \| \| \| 9.º \| Richie Porte \| BMC Racing Team \| + 0 s \| \| \| 10.º \| Rubén Fernández Andújar \| Movistar Team \| + 0 s \| \| |                         |                  |                 |
| |                         |                  |                 |
| Fuente: ProCyclingStats |                         |                  |                 |
| Clasificación de la etapa |                         |                  |                 |
| Ciclista | Ciclista                | Equipo           | Tiempo          |
| 1.º | Simon Gerrans           | Orica-GreenEDGE  | 3 h 37 min 34 s |
| 2.º | Rohan Dennis            | BMC Racing Team  | + 0 s           |
| 3.º | Michael Woods           | Cannondale       | + 0 s           |
| 4.º | Jay McCarthy            | Tinkoff          | + 0 s           |
| 5.º | Steve Morabito          | FDJ              | + 0 s           |
| 6.º | Rafa Valls              | Lotto-Soudal     | + 0 s           |
| 7.º | Sergio Luis Henao       | Team Sky         | + 0 s           |
| 8.º | Domenico Pozzovivo      | AG2R La Mondiale | + 0 s           |
| 9.º | Richie Porte            | BMC Racing Team  | + 0 s           |
| 10.º | Rubén Fernández Andújar | Movistar Team    | + 0 s           |

| \| Clasificación general \| Clasificación general \| Clasificación general \| Clasificación general \| Clasificación general \| \| Ciclista \| Ciclista \| Equipo \| Tiempo \| \| \| --------------------- \| ----------------------- \| --------------------- \| --------------------- \| --------------------- \| \| 1.º \| Simon Gerrans \| Orica-GreenEDGE \| 10 h 28 min 12 s \| \| \| 2.º \| Jay McCarthy \| Tinkoff \| + 3 s \| \| \| 3.º \| Rohan Dennis \| BMC Racing Team \| + 5 s \| \| \| 4.º \| Michael Woods \| Cannondale \| + 11 s \| \| \| 5.º \| Sergio Luis Henao \| Team Sky \| + 15 s \| \| \| 6.º \| Rafa Valls \| Lotto-Soudal \| + 15 s \| \| \| 7.º \| Rubén Fernández Andújar \| Movistar Team \| + 15 s \| \| \| 8.º \| Steve Morabito \| FDJ \| + 15 s \| \| \| 9.º \| Domenico Pozzovivo \| AG2R La Mondiale \| + 15 s \| \| \| 10.º \| Richie Porte \| BMC Racing Team \| + 15 s \| \| |                         |                  |                  |
| |                         |                  |                  |
| Fuente: ProCyclingStats |                         |                  |                  |
| Clasificación general |                         |                  |                  |
| Ciclista | Ciclista                | Equipo           | Tiempo           |
| 1.º | Simon Gerrans           | Orica-GreenEDGE  | 10 h 28 min 12 s |
| 2.º | Jay McCarthy            | Tinkoff          | + 3 s            |
| 3.º | Rohan Dennis            | BMC Racing Team  | + 5 s            |
| 4.º | Michael Woods           | Cannondale       | + 11 s           |
| 5.º | Sergio Luis Henao       | Team Sky         | + 15 s           |
| 6.º | Rafa Valls              | Lotto-Soudal     | + 15 s           |
| 7.º | Rubén Fernández Andújar | Movistar Team    | + 15 s           |
| 8.º | Steve Morabito          | FDJ              | + 15 s           |
| 9.º | Domenico Pozzovivo      | AG2R La Mondiale | + 15 s           |
| 10.º | Richie Porte            | BMC Racing Team  | + 15 s           |

### Etapa 4
| Norwood - Victor Harbor | etapa escarpada | (138 km) |

| \| Clasificación de la etapa \| Clasificación de la etapa \| Clasificación de la etapa \| Clasificación de la etapa \| Clasificación de la etapa \| \| Ciclista \| Ciclista \| Equipo \| Tiempo \| \| \| ------------------------- \| --------------------------- \| ------------------------- \| ------------------------- \| ------------------------- \| \| 1.º \| Simon Gerrans \| Orica-GreenEDGE \| 3 h 13 min 59 s \| \| \| 2.º \| Benjamin Swift \| Team Sky \| + 0 s \| \| \| 3.º \| Giacomo Nizzolo \| Trek-Segafredo \| + 0 s \| \| \| 4.º \| Jay McCarthy \| Tinkoff \| + 0 s \| \| \| 5.º \| Leigh Howard \| IAM Cycling \| + 0 s \| \| \| 6.º \| Reinardt Janse van Rensburg \| Dimension Data \| + 0 s \| \| \| 7.º \| Serguéi Lagutín \| Katusha \| + 0 s \| \| \| 8.º \| Alekséi Tsatevich \| Katusha \| + 0 s \| \| \| 9.º \| Nathan Haas \| Dimension Data \| + 0 s \| \| \| 10.º \| Enrico Battaglin \| LottoNL-Jumbo \| + 0 s \| \| |                             |                 |                 |
| |                             |                 |                 |
| Fuente: ProCyclingStats |                             |                 |                 |
| Clasificación de la etapa |                             |                 |                 |
| Ciclista | Ciclista                    | Equipo          | Tiempo          |
| 1.º | Simon Gerrans               | Orica-GreenEDGE | 3 h 13 min 59 s |
| 2.º | Benjamin Swift              | Team Sky        | + 0 s           |
| 3.º | Giacomo Nizzolo             | Trek-Segafredo  | + 0 s           |
| 4.º | Jay McCarthy                | Tinkoff         | + 0 s           |
| 5.º | Leigh Howard                | IAM Cycling     | + 0 s           |
| 6.º | Reinardt Janse van Rensburg | Dimension Data  | + 0 s           |
| 7.º | Serguéi Lagutín             | Katusha         | + 0 s           |
| 8.º | Alekséi Tsatevich           | Katusha         | + 0 s           |
| 9.º | Nathan Haas                 | Dimension Data  | + 0 s           |
| 10.º | Enrico Battaglin            | LottoNL-Jumbo   | + 0 s           |

| \| Clasificación general \| Clasificación general \| Clasificación general \| Clasificación general \| Clasificación general \| \| Ciclista \| Ciclista \| Equipo \| Tiempo \| \| \| --------------------- \| ----------------------- \| --------------------- \| --------------------- \| --------------------- \| \| 1.º \| Simon Gerrans \| Orica-GreenEDGE \| 13 h 41 min 58 s \| \| \| 2.º \| Jay McCarthy \| Tinkoff \| + 14 s \| \| \| 3.º \| Rohan Dennis \| BMC Racing Team \| + 26 s \| \| \| 4.º \| Sergio Luis Henao \| Team Sky \| + 28 s \| \| \| 5.º \| Steve Morabito \| FDJ \| + 28 s \| \| \| 6.º \| Rubén Fernández Andújar \| Movistar Team \| + 28 s \| \| \| 7.º \| Domenico Pozzovivo \| AG2R La Mondiale \| + 28 s \| \| \| 8.º \| Michael Woods \| Cannondale \| + 32 s \| \| \| 9.º \| Rafa Valls \| Lotto-Soudal \| + 36 s \| \| \| 10.º \| Richie Porte \| BMC Racing Team \| + 36 s \| \| |                         |                  |                  |
| |                         |                  |                  |
| Fuente: ProCyclingStats |                         |                  |                  |
| Clasificación general |                         |                  |                  |
| Ciclista | Ciclista                | Equipo           | Tiempo           |
| 1.º | Simon Gerrans           | Orica-GreenEDGE  | 13 h 41 min 58 s |
| 2.º | Jay McCarthy            | Tinkoff          | + 14 s           |
| 3.º | Rohan Dennis            | BMC Racing Team  | + 26 s           |
| 4.º | Sergio Luis Henao       | Team Sky         | + 28 s           |
| 5.º | Steve Morabito          | FDJ              | + 28 s           |
| 6.º | Rubén Fernández Andújar | Movistar Team    | + 28 s           |
| 7.º | Domenico Pozzovivo      | AG2R La Mondiale | + 28 s           |
| 8.º | Michael Woods           | Cannondale       | + 32 s           |
| 9.º | Rafa Valls              | Lotto-Soudal     | + 36 s           |
| 10.º | Richie Porte            | BMC Racing Team  | + 36 s           |

### Etapa 5
| McLaren Vale - Willunga | etapa de media montaña | (151,5 km) |

| \| Clasificación de la etapa \| Clasificación de la etapa \| Clasificación de la etapa \| Clasificación de la etapa \| Clasificación de la etapa \| \| Ciclista \| Ciclista \| Equipo \| Tiempo \| \| \| ------------------------- \| ------------------------- \| ------------------------- \| ------------------------- \| ------------------------- \| \| 1.º \| Richie Porte \| BMC Racing Team \| 3 h 34 min 16 s \| \| \| 2.º \| Sergio Luis Henao \| Team Sky \| + 6 s \| \| \| 3.º \| Michael Woods \| Cannondale \| + 9 s \| \| \| 4.º \| Diego Ulissi \| Lampre-Merida \| + 17 s \| \| \| 5.º \| Rafa Valls \| Lotto-Soudal \| + 17 s \| \| \| 6.º \| Rubén Fernández Andújar \| Movistar Team \| + 17 s \| \| \| 7.º \| Domenico Pozzovivo \| AG2R La Mondiale \| + 17 s \| \| \| 8.º \| Simon Gerrans \| Orica-GreenEDGE \| + 17 s \| \| \| 9.º \| Jarlinson Pantano \| IAM Cycling \| + 17 s \| \| \| 10.º \| Patrick Bevin \| Cannondale \| + 17 s \| \| |                         |                  |                 |
| |                         |                  |                 |
| Fuente: ProCyclingStats |                         |                  |                 |
| Clasificación de la etapa |                         |                  |                 |
| Ciclista | Ciclista                | Equipo           | Tiempo          |
| 1.º | Richie Porte            | BMC Racing Team  | 3 h 34 min 16 s |
| 2.º | Sergio Luis Henao       | Team Sky         | + 6 s           |
| 3.º | Michael Woods           | Cannondale       | + 9 s           |
| 4.º | Diego Ulissi            | Lampre-Merida    | + 17 s          |
| 5.º | Rafa Valls              | Lotto-Soudal     | + 17 s          |
| 6.º | Rubén Fernández Andújar | Movistar Team    | + 17 s          |
| 7.º | Domenico Pozzovivo      | AG2R La Mondiale | + 17 s          |
| 8.º | Simon Gerrans           | Orica-GreenEDGE  | + 17 s          |
| 9.º | Jarlinson Pantano       | IAM Cycling      | + 17 s          |
| 10.º | Patrick Bevin           | Cannondale       | + 17 s          |

| \| Clasificación general \| Clasificación general \| Clasificación general \| Clasificación general \| Clasificación general \| \| Ciclista \| Ciclista \| Equipo \| Tiempo \| \| \| --------------------- \| ----------------------- \| --------------------- \| --------------------- \| --------------------- \| \| 1.º \| Simon Gerrans \| Orica-GreenEDGE \| 17 h 16 min 31 s \| \| \| 2.º \| Richie Porte \| BMC Racing Team \| + 9 s \| \| \| 3.º \| Sergio Luis Henao \| Team Sky \| + 11 s \| \| \| 4.º \| Jay McCarthy \| Tinkoff \| + 20 s \| \| \| 5.º \| Michael Woods \| Cannondale \| + 20 s \| \| \| 6.º \| Rubén Fernández Andújar \| Movistar Team \| + 28 s \| \| \| 7.º \| Domenico Pozzovivo \| AG2R La Mondiale \| + 28 s \| \| \| 8.º \| Rafa Valls \| Lotto-Soudal \| + 36 s \| \| \| 9.º \| Steve Morabito \| FDJ \| + 49 s \| \| \| 10.º \| Patrick Bevin \| Cannondale \| + 50 s \| \| |                         |                  |                  |
| |                         |                  |                  |
| Fuente: ProCyclingStats |                         |                  |                  |
| Clasificación general |                         |                  |                  |
| Ciclista | Ciclista                | Equipo           | Tiempo           |
| 1.º | Simon Gerrans           | Orica-GreenEDGE  | 17 h 16 min 31 s |
| 2.º | Richie Porte            | BMC Racing Team  | + 9 s            |
| 3.º | Sergio Luis Henao       | Team Sky         | + 11 s           |
| 4.º | Jay McCarthy            | Tinkoff          | + 20 s           |
| 5.º | Michael Woods           | Cannondale       | + 20 s           |
| 6.º | Rubén Fernández Andújar | Movistar Team    | + 28 s           |
| 7.º | Domenico Pozzovivo      | AG2R La Mondiale | + 28 s           |
| 8.º | Rafa Valls              | Lotto-Soudal     | + 36 s           |
| 9.º | Steve Morabito          | FDJ              | + 49 s           |
| 10.º | Patrick Bevin           | Cannondale       | + 50 s           |

### Etapa 6
| Adelaida - Adelaida | etapa llana | (90 km) |

| \| Clasificación de la etapa \| Clasificación de la etapa \| Clasificación de la etapa \| Clasificación de la etapa \| Clasificación de la etapa \| \| Ciclista \| Ciclista \| Equipo \| Tiempo \| \| \| ------------------------- \| ------------------------- \| ------------------------- \| ------------------------- \| ------------------------- \| \| 1.º \| Caleb Ewan \| Orica-GreenEDGE \| 1 h 55 min 02 s \| \| \| 2.º \| Mark Renshaw \| Dimension Data \| + 0 s \| \| \| 3.º \| Giacomo Nizzolo \| Trek-Segafredo \| + 0 s \| \| \| 4.º \| Adam Blythe \| Tinkoff \| + 0 s \| \| \| 5.º \| Alekséi Tsatevich \| Katusha \| + 0 s \| \| \| 6.º \| Benjamin Swift \| Team Sky \| + 0 s \| \| \| 7.º \| Marko Kump \| Lampre-Merida \| + 0 s \| \| \| 8.º \| Davide Martinelli \| Etixx-Quick Step \| + 0 s \| \| \| 9.º \| Leigh Howard \| IAM Cycling \| + 0 s \| \| \| 10.º \| Wouter Wippert \| Cannondale \| + 0 s \| \| |                   |                  |                 |
| |                   |                  |                 |
| Fuente: ProCyclingStats |                   |                  |                 |
| Clasificación de la etapa |                   |                  |                 |
| Ciclista | Ciclista          | Equipo           | Tiempo          |
| 1.º | Caleb Ewan        | Orica-GreenEDGE  | 1 h 55 min 02 s |
| 2.º | Mark Renshaw      | Dimension Data   | + 0 s           |
| 3.º | Giacomo Nizzolo   | Trek-Segafredo   | + 0 s           |
| 4.º | Adam Blythe       | Tinkoff          | + 0 s           |
| 5.º | Alekséi Tsatevich | Katusha          | + 0 s           |
| 6.º | Benjamin Swift    | Team Sky         | + 0 s           |
| 7.º | Marko Kump        | Lampre-Merida    | + 0 s           |
| 8.º | Davide Martinelli | Etixx-Quick Step | + 0 s           |
| 9.º | Leigh Howard      | IAM Cycling      | + 0 s           |
| 10.º | Wouter Wippert    | Cannondale       | + 0 s           |

| \| Clasificación general \| Clasificación general \| Clasificación general \| Clasificación general \| Clasificación general \| \| Ciclista \| Ciclista \| Equipo \| Tiempo \| \| \| --------------------- \| ----------------------- \| --------------------- \| --------------------- \| --------------------- \| \| 1.º \| Simon Gerrans \| Orica-GreenEDGE \| 19 h 11 min 33 s \| \| \| 2.º \| Richie Porte \| BMC Racing Team \| + 9 s \| \| \| 3.º \| Sergio Luis Henao \| Team Sky \| + 11 s \| \| \| 4.º \| Jay McCarthy \| Tinkoff \| + 20 s \| \| \| 5.º \| Michael Woods \| Cannondale \| + 20 s \| \| \| 6.º \| Rubén Fernández Andújar \| Movistar Team \| + 28 s \| \| \| 7.º \| Domenico Pozzovivo \| AG2R La Mondiale \| + 28 s \| \| \| 8.º \| Rafa Valls \| Lotto-Soudal \| + 36 s \| \| \| 9.º \| Steve Morabito \| FDJ \| + 49 s \| \| \| 10.º \| Patrick Bevin \| Cannondale \| + 50 s \| \| |                         |                  |                  |
| |                         |                  |                  |
| Fuente: ProCyclingStats |                         |                  |                  |
| Clasificación general |                         |                  |                  |
| Ciclista | Ciclista                | Equipo           | Tiempo           |
| 1.º | Simon Gerrans           | Orica-GreenEDGE  | 19 h 11 min 33 s |
| 2.º | Richie Porte            | BMC Racing Team  | + 9 s            |
| 3.º | Sergio Luis Henao       | Team Sky         | + 11 s           |
| 4.º | Jay McCarthy            | Tinkoff          | + 20 s           |
| 5.º | Michael Woods           | Cannondale       | + 20 s           |
| 6.º | Rubén Fernández Andújar | Movistar Team    | + 28 s           |
| 7.º | Domenico Pozzovivo      | AG2R La Mondiale | + 28 s           |
| 8.º | Rafa Valls              | Lotto-Soudal     | + 36 s           |
| 9.º | Steve Morabito          | FDJ              | + 49 s           |
| 10.º | Patrick Bevin           | Cannondale       | + 50 s           |

## Clasificación finales

### Clasificación general
| \| Clasificación general \| Clasificación general \| Clasificación general \| Clasificación general \| Clasificación general \| \| Ciclista \| Ciclista \| Equipo \| Tiempo \| \| \| --------------------- \| ----------------------- \| --------------------- \| --------------------- \| --------------------- \| \| 1.º \| Simon Gerrans \| Orica-GreenEDGE \| 19 h 11 min 33 s \| \| \| 2.º \| Richie Porte \| BMC Racing Team \| + 9 s \| \| \| 3.º \| Sergio Luis Henao \| Team Sky \| + 11 s \| \| \| 4.º \| Jay McCarthy \| Tinkoff \| + 20 s \| \| \| 5.º \| Michael Woods \| Cannondale \| + 20 s \| \| \| 6.º \| Rubén Fernández Andújar \| Movistar Team \| + 28 s \| \| \| 7.º \| Domenico Pozzovivo \| AG2R La Mondiale \| + 28 s \| \| \| 8.º \| Rafa Valls \| Lotto-Soudal \| + 36 s \| \| \| 9.º \| Steve Morabito \| FDJ \| + 49 s \| \| \| 10.º \| Patrick Bevin \| Cannondale \| + 50 s \| \| |                         |                  |                  |
| |                         |                  |                  |
| Fuentes: ProCyclingStats Cycling Quotient Cycling Archives |                         |                  |                  |
| Clasificación general |                         |                  |                  |
| Ciclista | Ciclista                | Equipo           | Tiempo           |
| 1.º | Simon Gerrans           | Orica-GreenEDGE  | 19 h 11 min 33 s |
| 2.º | Richie Porte            | BMC Racing Team  | + 9 s            |
| 3.º | Sergio Luis Henao       | Team Sky         | + 11 s           |
| 4.º | Jay McCarthy            | Tinkoff          | + 20 s           |
| 5.º | Michael Woods           | Cannondale       | + 20 s           |
| 6.º | Rubén Fernández Andújar | Movistar Team    | + 28 s           |
| 7.º | Domenico Pozzovivo      | AG2R La Mondiale | + 28 s           |
| 8.º | Rafa Valls              | Lotto-Soudal     | + 36 s           |
| 9.º | Steve Morabito          | FDJ              | + 49 s           |
| 10.º | Patrick Bevin           | Cannondale       | + 50 s           |

### Clasificación de la montaña
| Clasificación de la montaña | Clasificación de la montaña | Clasificación de la montaña | Clasificación de la montaña | Clasificación de la montaña |
| Ciclista                    | Ciclista                    | Equipo                      | Puntos                      |                             |
| --------------------------- | --------------------------- | --------------------------- | --------------------------- | --------------------------- |
| 1.º                         | Sergio Luis Henao           | Team Sky                    | 38 pts                      |                             |
| 2.º                         | Richie Porte                | BMC Racing Team             | 28 pts                      |                             |
| 3.º                         | Michael Woods               | Cannondale                  | 20 pts                      |                             |
| 4.º                         | Reinardt Janse van Rensburg | Dimension Data              | 16 pts                      |                             |
| 5.º                         | Lars Boom                   | Astana                      | 12 pts                      |                             |

### Clasificación de las metas volantes
| Clasificación por puntos | Clasificación por puntos | Clasificación por puntos | Clasificación por puntos | Clasificación por puntos |
| Ciclista                 | Ciclista                 | Equipo                   | Puntos                   |                          |
| ------------------------ | ------------------------ | ------------------------ | ------------------------ | ------------------------ |
| 1.º                      | Simon Gerrans            | Orica-GreenEDGE          | 51 pts                   |                          |
| 2.º                      | Jay McCarthy             | Tinkoff                  | 46 pts                   |                          |
| 3.º                      | Caleb Ewan               | Orica-GreenEDGE          | 38 pts                   |                          |
| 4.º                      | Giacomo Nizzolo          | Trek-Segafredo           | 36 pts                   |                          |
| 5.º                      | Benjamin Swift           | Team Sky                 | 33 pts                   |                          |

### Clasificación de los jóvenes
| Clasificación del mejor joven | Clasificación del mejor joven | Clasificación del mejor joven | Clasificación del mejor joven | Clasificación del mejor joven |
| Ciclista                      | Ciclista                      | Equipo                        | Tiempo                        |                               |
| ----------------------------- | ----------------------------- | ----------------------------- | ----------------------------- | ----------------------------- |
| 1.º                           | Jay McCarthy                  | Tinkoff                       | 19 h 11 min 53 s              |                               |
| 2.º                           | Rubén Fernández Andújar       | Movistar Team                 | + 8 s                         |                               |
| 3.º                           | Patrick Bevin                 | Cannondale                    | + 30 s                        |                               |
| 4.º                           | Chris Hamilton                | UniSA-Australia               | + 38 s                        |                               |
| 5.º                           | Louis Meintjes                | Lampre-Merida                 | + 44 s                        |                               |

### Clasificación por equipos
| Clasificación por equipos | Clasificación por equipos | Clasificación por equipos | Clasificación por equipos |
| Equipo                    | Equipo                    | Tiempo                    |                           |
| ------------------------- | ------------------------- | ------------------------- | ------------------------- |
| 1.º                       | Cannondale                | 57 h 37 min 15 s          |                           |
| 2.º                       | Movistar Team             | + 9 s                     |                           |
| 3.º                       | Etixx-Quick Step          | + 1 min 12 s              |                           |
| 4.º                       | Katusha                   | + 1 min 32 s              |                           |
| 5.º                       | Lotto-Soudal              | + 1 min 49 s              |                           |

## Evolución de las clasificaciones
| Etapa (Vencedor)           | Clasificación general | Clasificación de la montaña | Clasificación de los sprints | Clasificación de los jóvenes | Clasificación por equipos | Trofeo del más combativo    |
| -------------------------- | --------------------- | --------------------------- | ---------------------------- | ---------------------------- | ------------------------- | --------------------------- |
| 1.ª etapa (Caleb Ewan)     | Caleb Ewan            | Sean Lake                   | Caleb Ewan                   | Caleb Ewan                   | Cannondale                | Alexis Gougeard             |
| 2.ª etapa (Jay McCarthy)   | Jay McCarthy          | Manuele Boaro               | Caleb Ewan                   | Jay McCarthy                 | Cannondale                | Adam Hansen                 |
| 3.ª etapa (Simon Gerrans)  | Simon Gerrans         | Sergio Henao                | Jay McCarthy                 | Jay McCarthy                 | Cannondale                | Laurens de Vreese           |
| 4.ª etapa] (Simon Gerrans) | Simon Gerrans         | Sergio Henao                | Jay McCarthy                 | Jay McCarthy                 | Cannondale                | David Tanner                |
| 5.ª etapa (Richie Porte)   | Simon Gerrans         | Sergio Henao                | Simon Gerrans                | Jay McCarthy                 | Cannondale                | Reinardt Janse van Rensburg |
| 6.ª etapa (Caleb Ewan)     | Simon Gerrans         | Sergio Henao                | Simon Gerrans                | Jay McCarthy                 | Cannondale                | Maarten Tjallingii          |
| Final                      | Simon Gerrans         | Sergio Henao                | Simon Gerrans                | Jay McCarthy                 | Cannondale                | no se entregó               |

## UCI World Tour
El Tour Down Under otorgó puntos para el UCI WorldTour 2016, para corredores de equipos en las categorías UCI ProTeam, Profesional Continental y Equipos Continentales. Las siguientes tablas son el baremo de puntuación y los corredores que obtuvieron puntos:
| Posición              | 1º  | 2º | 3º | 4º | 5º | 6º | 7º | 8º | 9º | 10º |
| Clasificación general | 100 | 80 | 70 | 60 | 50 | 40 | 30 | 20 | 10 | 4   |
| Por etapa             | 6   | 4  | 2  | 1  | 1  |    |    |    |    |     |

| Clasificación | Clasificación      | Clasificación    | Clasificación | Clasificación | Clasificación |
| Posición      | Ciclista           | Equipo           | General       | Etapa         | Total         |
| ------------- | ------------------ | ---------------- | ------------- | ------------- | ------------- |
| 1.º           | Simon Gerrans      | Orica GreenEDGE  | 100           | 12            | 112           |
| 2.º           | Richie Porte       | BMC Racing       | 80            | 6             | 86            |
| 3.º           | Sergio Henao       | Sky              | 70            | 4             | 74            |
| 4.º           | Jay McCarthy       | Tinkoff          | 60            | 8             | 68            |
| 5.º           | Michael Woods      | Cannondale       | 50            | 4             | 54            |
| 6.º           | Rubén Fernández    | Movistar         | 40            | -             | 40            |
| 7.º           | Domenico Pozzovivo | Ag2r La Mondiale | 30            | -             | 30            |
| 8.º           | Rafa Valls         | Lotto Soudal     | 20            | 1             | 21            |
| 9.º           | Caleb Ewan         | Orica GreenEDGE  | -             | 12            | 12            |
| 10.º          | Steve Morabito     | FDJ              | 10            | 1             | 11            |

| Resto de corredores | Resto de corredores | Resto de corredores | Resto de corredores | Resto de corredores | Resto de corredores |
| Posición            | Ciclista            | Equipo              | General             | Etapa               | Total               |
| ------------------- | ------------------- | ------------------- | ------------------- | ------------------- | ------------------- |
| 11.º                | Rohan Dennis        | BMC Racing          | -                   | 6                   | 6                   |
| 12.º                | Diego Ulissi        | Lampre-Merida       | -                   | 5                   | 5                   |
| 13.º                | Patrick Bevin       | Cannondale          | -                   | 4                   | 4                   |
| 14.º                | Ben Swift           | Sky                 | -                   | 4                   | 4                   |
| 15.º                | Giacomo Nizzolo     | Trek-Segafredo      | -                   | 4                   | 4                   |
| 16.º                | Adam Blythe         | Tinkoff             | -                   | 2                   | 2                   |
| 17.º                | Wouter Wippert      | Cannondale          | -                   | 2                   | 2                   |
| 18.º                | Petr Vakoč          | Etixx-Quick Step    | -                   | 1                   | 1                   |
| 19.º                | Alekséi Tsatevich   | Katusha             | -                   | 1                   | 1                   |
| 20.º                | Danilo Wyss         | BMC Racing          | -                   | 1                   | 1                   |

Además, también otorgó puntos para el UCI World Ranking (clasificación global de todas las carreras internacionales).
| Posición              | 1º  | 2º  | 3º  | 4º  | 5º  | 6º  | 7º  | 8º  | 9º  | 10º |
| Clasificación general | 500 | 400 | 325 | 275 | 225 | 175 | 150 | 125 | 100 | 85  |
| Por etapa             | 60  | 25  | 10  |     |     |     |     |     |     |     |
| Líder                 | 10  |     |     |     |     |     |     |     |     |     |

| Clasificación | Clasificación      | Clasificación    | Clasificación | Clasificación | Clasificación | Clasificación |
| Posición      | Ciclista           | Equipo           | General       | Etapa         | Líder         | Total         |
| ------------- | ------------------ | ---------------- | ------------- | ------------- | ------------- | ------------- |
| 1.º           | Simon Gerrans      | Orica GreenEDGE  | 500           | 120           | 20            | 640           |
| 2.º           | Richie Porte       | BMC Racing       | 400           | 60            | 10            | 470           |
| 3.º           | Sergio Henao       | Sky              | 325           | 25            | -             | 350           |
| 4.º           | Jay McCarthy       | Tinkoff          | 275           | 60            | 10            | 345           |
| 5.º           | Michael Woods      | Cannondale       | 225           | 20            | -             | 245           |
| 6.º           | Rubén Fernández    | Movistar         | 175           | -             | -             | 175           |
| 7.º           | Domenico Pozzovivo | Ag2r La Mondiale | 150           | -             | -             | 150           |
| 8.º           | Rafa Valls         | Lotto Soudal     | 125           | -             | -             | 125           |
| 9.º           | Steve Morabito     | FDJ              | 100           | -             | -             | 100           |
| 10.º          | Patrick Bevin      | Cannondale       | 85            | -             | -             | 85            |